# ソニックウィングス リユニオン
『ソニックウィングス リユニオン』は、サクセスより2025年5月29日に発売されたのゲームソフト。
ビデオシステムより発売されていた『ソニックウィングス』シリーズの一作で、1998年に発売された「ソニックウィングス アサルト」以来27年ぶりとなる完全新作。
現在シリーズのIPを所有するハムスターの許諾を得たサクセスによりリリースされる。

## 主なキャラクター
キートン
グリンダ
緋炎
真尾まお
コウフル
ホワイト卿
ホワイティ
チャイカ＆プーシカ
北白川 小桃
『ラビオレプス』からのゲストキャラクター。
犬福
『クイズ&バラエティすくすく犬福』からのゲストキャラクター。

### 登場する機体
PBF22（キートン）
PBA10A（グリンダ）
PBF2SKAI（緋炎）
PBF15J（真尾まお）
PBSAA30（コウフル）
PBF35（ホワイト卿）
PBX29A（ホワイティ）
PBIL102（チャイカ＆プーシカ）
AOUSAGI（北白川小桃）
ラブミーテンダー（犬福）

## ステージ構成
全8ステージ。前半面はランダムで決まり、全てクリアすると後半面に進む。
| ステージ数       | ステージ名              | ボス     |
| ---------------- | ----------------------- | -------- |
| ランダム面       | JAPAN Tokyo             |          |
| ランダム面       | USA Florida             | BlueBird |
| ランダム面       | UAE Abu Dhabi           |          |
| ランダム面       | SPAIN Barcelona         |          |
| ステージ5        | VENEZUELA Guiana Shield |          |
| ボーナスステージ | IRAN Caspian Sea        |          |
| ステージ6        | RUSSIA Arctic Ocean     | 11435    |
| ステージ7        | CORE FATA MORGANA       |          |

## 開発
本作の企画は細井そうしが立案した。当初長友慎也はとあるシューティングゲームの続編企画の話としか聞いていなかったものの、企画書を読んでソニックウィングスのことだと知って採用した。
開発には当時のオリジナルスタッフも参加している。
元々ソニックウィングスシリーズは気軽に遊べることを重視しており、本作においては第1作のプレイフィールおよび難易度を基準としている。また、PCおよび家庭用ゲーム機版では難易度調整機能が用意された。なお、プレイのテンポを優先する観点から、キャラクターボイスを採用しない方針が取られた。
BGMは、場面に応じたインタラクティブミュージックを採用した「メインモード」、登場人物のひとりである真尾まおの歌が流れ続ける「真尾まおモード」、そして細江慎治らがアレンジした過去作品のBGMを任意のステージに設定できる「アレンジBGMモード」の3種類ある。
ゲストキャラクターのうち、北白川 小桃は、キャラクターデザイナーの六鹿（ナントカ）文彦が『ソニックウィングス3』で妹の小兎美が登場していたことに着目したことがきっかけで登場に至った。一方、犬福は長友の希望によるものであり、これをきっかけに『クイズ&バラエティすくすく犬福』をリメイクできないかという期待から起用され、同作のミニゲームである「犬福ラブミーテンダー」をオマージュした機体が用意された。